# 亢父故城址
亢父故城址，位于山东省济宁市任城区郊区南张乡南张村，是中华人民共和国山东省文物保护单位之一。
1992年6月12日，授予山东省文物保护单位，是一座古遗址。